# Бертрам Брокхаус
Бертрам Невил Брокхаус (енгл. Bertram Neville Brockhouse, 15. јул 1918. – 13. октобар 2003) био је канадски физичар који је 1994. године добио Нобелову награду за физику „за развој неутронске спектроскопије” и „за пионирски допринос у развоју неутронског расејања у истраживању кондензоване материје”.